# 南恩街道
南恩街道，是中华人民共和国广东省阳江市江城区下辖的一个乡镇级行政单位。

## 行政区划
南恩街道下辖以下地区：
北门社区、南恩社区、甜酒社区、龙津社区、金鸡社区、洲尾社区、马南社区、观光社区、建设社区、北湖社区和广场社区。